# 유리 다양체
대수기하학에서 유리 다양체(有理多樣體, 영어: rational variety)는 사영 공간과 쌍유리 동치인 대수다양체이다.

## 정의
대수적으로 닫힌 체 {\displaystyle K} 위의 대수다양체 {\displaystyle X}에 대하여 다음 두 조건이 서로 동치이며, 이를 만족시키는 대수다양체를 유리 다양체라고 한다.
- {\displaystyle X}는 {\displaystyle \mathbb {P} _{K}^{\dim X}}와 쌍유리 동치이다.
- {\displaystyle X}의 유리 함수체는 {\displaystyle {\mathcal {K}}(X)\cong K(x_{1},\dots ,x_{\dim X})}이다. 여기서 {\displaystyle K(x_{1},\dots ,x_{n})}은 대수적 유리 함수체이다.

대수적으로 닫힌 체 {\displaystyle K} 위의 대수다양체 {\displaystyle X}에 대하여 다음 두 조건이 서로 동치이며, 이를 만족시키는 대수다양체를 단유리 다양체(單有理多樣體, 영어: unirational variety)라고 한다.
- 적어도 하나의 {\displaystyle n}에 대하여, 우세 유리 사상 {\displaystyle \mathbb {P} _{K}^{n}-\!\to X}이 존재한다.
- 체의 확대 {\displaystyle K(x_{1},\dots ,x_{n})/{\mathcal {K}}(X)}가 존재하는 {\displaystyle n}이 존재한다.

1차원 유리 다양체는 유리 곡선(有理曲線, rational curve)이라고 하며, 2차원 유리 다양체는 유리 곡면(有理曲面, rational surface)이라고 한다. 유리 곡면은 대수 곡면을 10종으로 분류한 엔리퀘스-고다이라 분류 가운데 가장 단순한 종류이며, 가장 초기에 연구되었다.

## 성질
모든 유리 다양체는 단유리 다양체이다. 그러나 그 역은 일반적으로 성립하지 않는다. 다만, 낮은 차원에서는 다음이 성립한다.
- 모든 단유리 곡선은 유리 곡선이다 (뤼로트 정리 영어: Lüroth’s theorem).
- 표수 0에서, 모든 단유리 곡면은 유리 곡면이다. 그러나 양의 표수에서는 유리 곡면이 아닌 단유리 곡면이 존재한다 (자리스키 곡면).
- 3차원 이상에서는 표수에 상관없이 대부분의 단유리 다양체는 유리 다양체가 아니다.

유리성은 체의 확대에 의하여 보존되지 않는다. 대수적 폐포를 취했을 때 유리 다양체가 되는 다양체를 세베리-브라우어 다양체(영어: Severi–Brauer variety)라고 한다.

### 유리 곡면
카스텔누오보 정리(영어: Castelnuovo’s theorem)에 따르면, (임의의 표수에서) 비정칙도 {\displaystyle q=h^{0,1}}와 2차 다중 ㅎ종수 {\displaystyle P_{2}}가 0인 대수 곡면은 유리 곡면이다.
모든 비특이 유리 곡면은 최소 유리 곡면을 부풀리기를 반복해서 얻을 수 있다. 최소 유리 곡면은 사영 평면과 히르체브루흐 곡면 Σn, 여기에서 n= 0 또는 n ≥ 2이다.
유리 곡면의 다중 종수는 모두 0이고, 기본군은 자명하다.
복소 유리 곡면의 호지 수는 다음과 같다.
|   |   | 1   |   |   |
|   | 0 |     | 0 |   |
| 0 |   | 1+n |   | 0 |
|   | 0 |     | 0 |   |
|   |   | 1   |   |   |

n이 0이면 사영 평면이고, 1이면 히르체브루흐 곡면이며, 다른 유리 곡면은 1보다 크다.
유리 곡면의 피카르 군은 홀(odd) 유니모듈러 격자 I1,n이며, 예외적으로 히르체부르흐 곡면 Σ2m은 짝(even) 유니모듈러 격자 II1,1이다.

## 예
다음 대수다양체들은 유리 다양체를 이룬다.
- 3차원 사영 공간 속의 이차 곡면
- 3차원 사영 공간 속의 삼차 곡면(영어: cubic surface)
- 사영 공간
- 델 페초 곡면
- 베로네세 곡면

## 참고 문헌
- Kollár, János; Karen E. Smith, Alessio Corti (2004). 《Rational and Nearly Rational Varieties》. Cambridge Studies in Advanced Mathematics (영어) 92. Cambridge University Press. doi:10.1017/CBO9780511734991. ISBN 978-052183207-6.